# Station Łuków
Station Łuków is een spoorwegstation in de Poolse plaats Łuków.